# La Puente
La Puente é uma cidade localizada no estado americano da Califórnia, no Condado de Los Angeles. Foi incorporada em 1 de agosto de 1956.

## Geografia
De acordo com o United States Census Bureau, a cidade tem uma área de 9 km², onde todos os 9 km² estão cobertos por terra.

### Localidades na vizinhança
O diagrama seguinte representa as localidades num raio de 8 km ao redor de La Puente.

## Demografia
Segundo o censo nacional de 2010, a sua população é de 39 816 habitantes e sua densidade populacional é de 4 417,54 hab/km². Possui 9 761 residências, que resulta em uma densidade de 1 082,97 residências/km².